# Das weiße Haus bei Nacht
Das weiße Haus bei Nacht (französisch: La maison blanche) ist der Titel eines Gemäldes von Vincent van Gogh. Das 59 × 72,5 cm große, in Öl auf Leinwand gemalte Bild entstand im Juni 1890, nur wenige Wochen vor dem Tod des Künstlers, in Auvers-sur-Oise. Es gehört zu einer Reihe von Bildern, die das Thema Haus behandeln und symbolisch für die emotionalen Spannungen stehen, unter denen sich der Künstler befand. Letztmals wandte er sich in diesem Gemälde der Darstellung eines Himmelskörpers zu, die bei van Gogh ebenso symbolische Bedeutung besaßen. Das Bild gelangte nach dem Zweiten Weltkrieg als so genannte Beutekunst in die Sowjetunion und wird heute, bei weiterhin strittiger Eigentumsfrage, in der Eremitage in Sankt Petersburg ausgestellt.

## Bildbeschreibung
Die erste Beschreibung des Bildes stammt von van Gogh selbst. In einem Brief vom 17. Juni 1890 berichtet er seinem Bruder Theo von zwei Bildern, an denen er arbeite. Neben einem Stillleben erwähnt er eine Studie, die „ein weißes Haus im Grünen mit einem Stern am Nachthimmel und einem orange-erleuchteten Fenster und schwarzem Laub und einer dunkelrosa Note“ zeigt.
Das im Juni 1890 entstandene Gemälde zeigt ein Haus in Auvers, dem damaligen Wohnort van Goghs. Es ist nicht bekannt, ob der Künstler zu diesem Haus in einer besonderen Beziehung stand oder die Bewohner persönlich kannte. Der Bildaufbau ist durch strenge horizontale und vertikale Linien bestimmt, die sich vor allem in den Umrissen des Hauses und seiner Fenster wiederfinden. Im Gemälde nimmt das Haus einen großen Raum ein und ist dabei nahe an den linken und oberen Bildrand gerückt. Zu sehen sind die Vorderfront und die linke Seitenwand des Hauses, wobei der linke Giebel und der am linken Dachfirst befindliche Schornstein bis fast an den Bildrand reichen. Ein weiterer Schornstein begrenzt das leicht nach rechts abfallende Hausdach.
Die zweistöckige Fassade ist durch zwei Reihen von Fenstern gegliedert. In der oberen Reihe sind sieben Fenster zu sehen, die von grünen Fensterläden gerahmt sind. Der Fensterladen ganz links ist geschlossen, die anderen Fensterläden sind geöffnet. Im dritten Fenster von rechts und dem äußersten rechten Fenster scheint ein rotes Licht. Von der unteren Fensterreihe ist nur das Fenster links außen zu sehen, dessen Läden ebenfalls geöffnet sind. Aus diesem Fenster scheint ein orangefarbenes Licht. Der restliche Bereich des Erdgeschosses an der Vorderfront des Hauses ist durch mehrere in grünen und schwarzen Pinselstrichen gemalte Bäume verdeckt, die im Vorgarten des Hauses stehen. Zwischen diesen Bäumen scheint in der Mitte des Erdgeschosses ein weiteres Licht und markiert möglicherweise die Eingangstür des Hauses.
Die Fassade der Vorderfront des Hauses ist mit kurzen horizontalen und vertikalen Pinselstrichen ausgeführt, wobei neben dem dominierenden und dem Bild seinen Namen gebenden Weiß auch verschiedene Grautöne zu erkennen sind. Der seitlichen Wand fehlt dieses strahlende Weiß; der Maler hat stattdessen in langgezogenen vertikalen Pinselstrichen grün-beige Töne zur Kolorierung verwandt. Das Dach des Hauses ist mit roten Ziegeln gedeckt. Zur Unterstreichung der Struktur verwandte van Gogh hierzu neben roter Farbe schmale vertikale weiße und schwarze Pinselstriche. Das Haus mit seinem Vorgarten ist umgeben von einer ockerfarbenen Mauer, die in der rechten Bildhälfte durch vier Pfosten unterbrochen wird. Das rechte Pfostenpaar markiert hierbei den Eingang zum Grundstück, die zwei weiteren, etwas weiter auseinanderstehenden Pfosten flankieren möglicherweise eine Zufahrt.
In der Umgebung des Hauses befinden sich mehrere Bäume und anderes Grün. Neben den eher kugelförmigen Bäumen vor der Hausfront finden sich zwei langgestreckte Bäume am linken Bildrand vor der Grundstücksmauer. Einer hiervon steht mittig vor der seitlichen Hauswand und reicht bis in die Höhe der oberen Begrenzung der Fenster im ersten Stock der Vorderfassade. Ein weiterer ebenso großer Baum steht links daneben und wird vom Bildrand angeschnitten. Noch größer ist ein weiterer Baum, der sich rechts neben dem Haus befindet und teilweise vom Gebäude verdeckt wird. Sein nach oben hin immer ausladender werdendes Geäst reicht bis in den Dachbereich. Zudem befinden sich kugelförmige Bäume hinter der Grundstücksmauer am rechten Bildrand sowie undefiniertes niedriges Grün vor der Mauer in der Bildmitte.
Vor dem Haus verläuft ein in Ockertönen mit horizontalen Pinselstrichen skizzierter Weg. Zwei dunkel gekleidete Frauen in Rückenansicht verlassen diesen gerade, um durch das Eingangstor das Grundstück des Hauses zu betreten. Eine weitere Frau befindend sich im Bildvordergrund und ist im Fußbereich vom unteren Bildrand angeschnitten. In Vorderansicht ist die dunkel gekleidete Frau fast nur als Silhouette dargestellt und das Gesicht nur durch wenige Pinselstriche ausgeführt. Von rechts kommend wird ihr eiliger Gang durch einen rudernden rechten Arm unterstrichen. Durch den unteren Anschnitt drängt sie quasi aus dem Bild heraus. Möglicherweise kommt sie vom Einkauf, worauf der Beutel in ihrer linken Hand hinweisen könnte.
Den Bildhintergrund bestimmt der blaue Himmel mit einem gelben Himmelskörper. Der Himmel ist wiederum mit kurzen horizontalen Pinselstrichen ausgeführt, deren Farbtöne zwischen verschiedenen Blautönen und violetten und gelblichen Nuancen variieren. Rechts neben dem Haus befindet sich der gelbe Himmelskörper, den durch kreisförmig angeordnete Pinselstriche ein Halo umgibt. Unklar ist, um was für einen Himmelskörper es sich handelt. Möglich wäre ein einzelner hell leuchtender Stern, wie ihn der Maler in seinem Brief beschreibt. Es könnte sich jedoch auch um den Planeten Venus handeln, der zu dieser Zeit gut am Abendhimmel zu sehen war.
Das Gemälde mit den Maßen 59 × 72,5 cm ist in Öl auf Leinwand gemalt. Üblicherweise erhielt Vincent van Gogh von seinem Bruder Theo Leinwände mit vorgefertigter Grundierung. Bei diesem Bild ist abweichend hiervon ein dünneres Gewebe benutzt worden, dessen Grundierung van Gogh mutmaßlich selbst vornahm. Später wurde diese dünne Leinwand mit einer stärkeren Leinwand hinterlegt, wobei mehrere Stellen mit dick aufgetragener Farben unprofessionell geglättet wurden. Die Farben des Bildes haben bis heute zwar viel von ihrer Frische behalten, sind aber durch chemische Prozesse teilweise verändert. So beschreibt de la Faille in seinem Katalog von 1928 die Farbe des Kleides der Frau im Bildvordergrund mit Ultramarin und die von van Gogh bezeichnete dunkelrosa Note ist heute nicht mehr nachvollziehbar.

## Das Häusermotiv im Gesamtwerk van Goghs
Häuser als Bildmotiv tauchen bereits in van Goghs Frühwerk auf. Bei den 1883 in Den Haag entstandenen Gemälden Bauernhäuser in Loosduinen (Centraal Museum Utrecht) oder Bauernhäuser mit Bäumen (Muzeum Kolekcji im. Jana Pawła II, Warschau) stellte der Künstler die in dunklen Erdfarben gemalten Häuser als Teil einer Landschaftskomposition dar. Während seiner Zeit in Nuenen (1883–1885) entstanden Bilder wie Hütte in Abenddämmerung oder Pfarrhaus in Nuenen (beide Van Gogh Museum, Amsterdam), in denen er das Haus deutlich in den Bildmittelpunkt setzte und Einzelheiten wie Türen und Fenster, oder die Struktur des Daches herausarbeitete. Der Autor Albert Kostenewitsch weist im Zusammenhang mit diesen Bildern auf den Unterschied zwischen einem beliebigen Haus und einem echten Zuhause hin und sieht in den Bildern eine symbolische Botschaft: „All die Sinnbilder von Behaglichkeit … sind ganz und gar freudlos, ja von unerklärlicher Unruhe erfüllt“. Das angespannte persönliche Verhältnis zu seinen Mitmenschen, insbesondere zu seinem Vater, prägte in dieser Zeit van Goghs Wunsch nach einem Haus als Ort der Geborgenheit und Zufluchtsstätte. In einem Brief an seinen Bruder Theo van Gogh schrieb er über sein Elternhaus: „Man hat eine ähnliche Scheu, mich ins Haus zu nehmen, wie man sich scheuen würde, einen großen zottigen Hund im Haus zu haben.“ Auffallend sind die Ähnlichkeiten zwischen der Darstellung des Pfarrhaus in Nuenen und dem fünf Jahre später entstandenen Weißen Haus bei Nacht. Beide Bilder zeigen einen ähnlichen Bildaufbau, beide Häuser sind durch eine Mauer umgeben, deren Tor sich jeweils am rechten Bildrand befindet und vor beiden Häusern befinden sich dunkle Silhouetten von Frauen.
Nachdem bereits in den Pariser Jahren einige Bilder mit Hausmotiven in leuchtenden impressionistischen Farben entstanden (beispielsweise Das Restaurant de la Sirene in Asnières, 1887, Ashmolean Museum, Oxford), widmete sich van Gogh auch während seines Aufenthaltes in der Provence diesem Thema. Neben Gemälden wie Bauernhaus in der Provence (National Gallery of Art, Washington D.C.) oder Bauernhaus in einem Weizenfeld (Van Gogh Museum), in denen die Häuser wiederum in die Landschaft eingebettet sind, gehört die Darstellung seines Wohnhauses in Vincents Haus in Arles (Das gelbe Haus) (Van Gogh Museum) zu den bekanntesten Darstellungen des Häusermotivs bei van Gogh. Nachdem er zu Beginn des Aufenthaltes in Arles in einer Pension gelebt hatte, schrieb er kurz vor dem Einzug in das angemietete Haus am 4. Mai 1888: „Und am Ende des Jahres wäre ich ein anderer Mensch. Ich hätte ein Zuhause, und ich hätte die für meine Gesundheit nötige Ruhe“.
Auffällig ist die Häufung von Bildern mit Hausmotiven, die in den etwas mehr als zwei Monaten vor van Goghs Suizid in Auvers entstanden. Anders als zuvor in Arles, lebte er in Auvers wieder in einem Gasthaus. Gleich nach seiner Ankunft berichtet er seinem Bruder Theo: „Auvers ist sehr schön; so gibt es hier noch viele alte Strohdächer, was allmählich selten wird.“ Im Mai 1890 begann er in kräftigen geschwungenen Pinselstrichen mehrfach diese strohgedeckten Häuser zu malen. Beispiele für diese eher von Zukunftshoffnung geprägten Bilder sind Les chaumières (Eremitage, Sankt Petersburg), Maisons à Auvers (Museum of Fine Arts, Boston) oder Straße in Auvers (Ateneum, Helsinki). Im Gegensatz zu diesen mit lebhafter Pinselführung ausgeführten Werken wirken die starren Formen im Gemälde Das weiße Haus bei Nacht, ebenso wie die dunklen Figuren vor dem Haus, wie eine „düstere Vorahnung“.
Kurz vor seinem Tod im Juli 1890 griff van Gogh erneut das Motiv eines weißen Hauses auf. In den zwei Versionen des Bildes Der Garten von Daubigny (Kunstmuseum Basel und Hiroshima Museum of Art) hat van Gogh das Haus wiederum in die Landschaft eingebunden, wo es Bäume nahezu verdecken. Die ganze Szenerie ist in helles Tageslicht getaucht und für den Autor Kostenewitsch stehen diese Bilder für „Versöhnung“ und das Überwinden einer Krise.

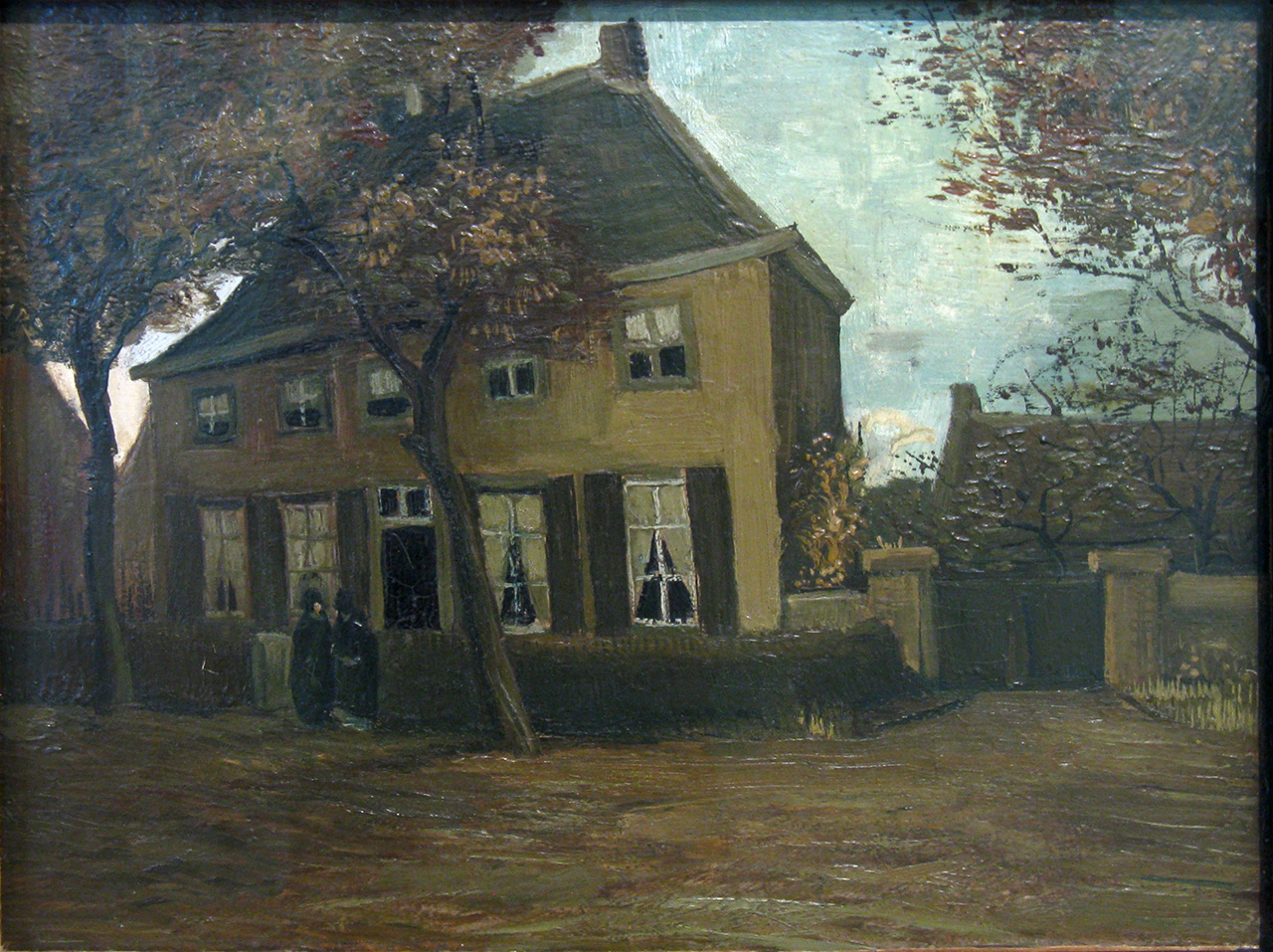
Pfarrhaus in Nuenen, 1885
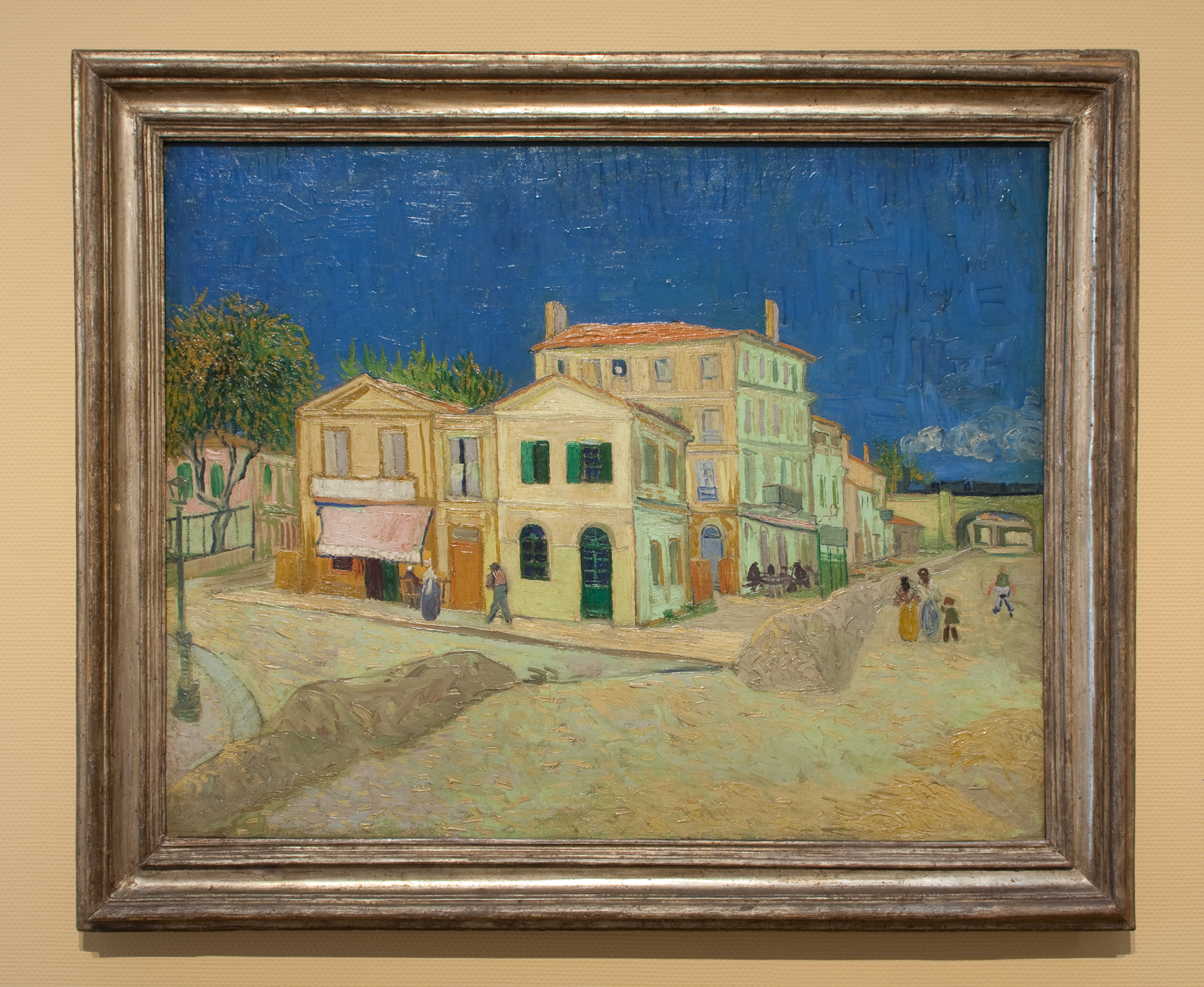
Vincents Haus in Arles (Das gelbe Haus), 1888
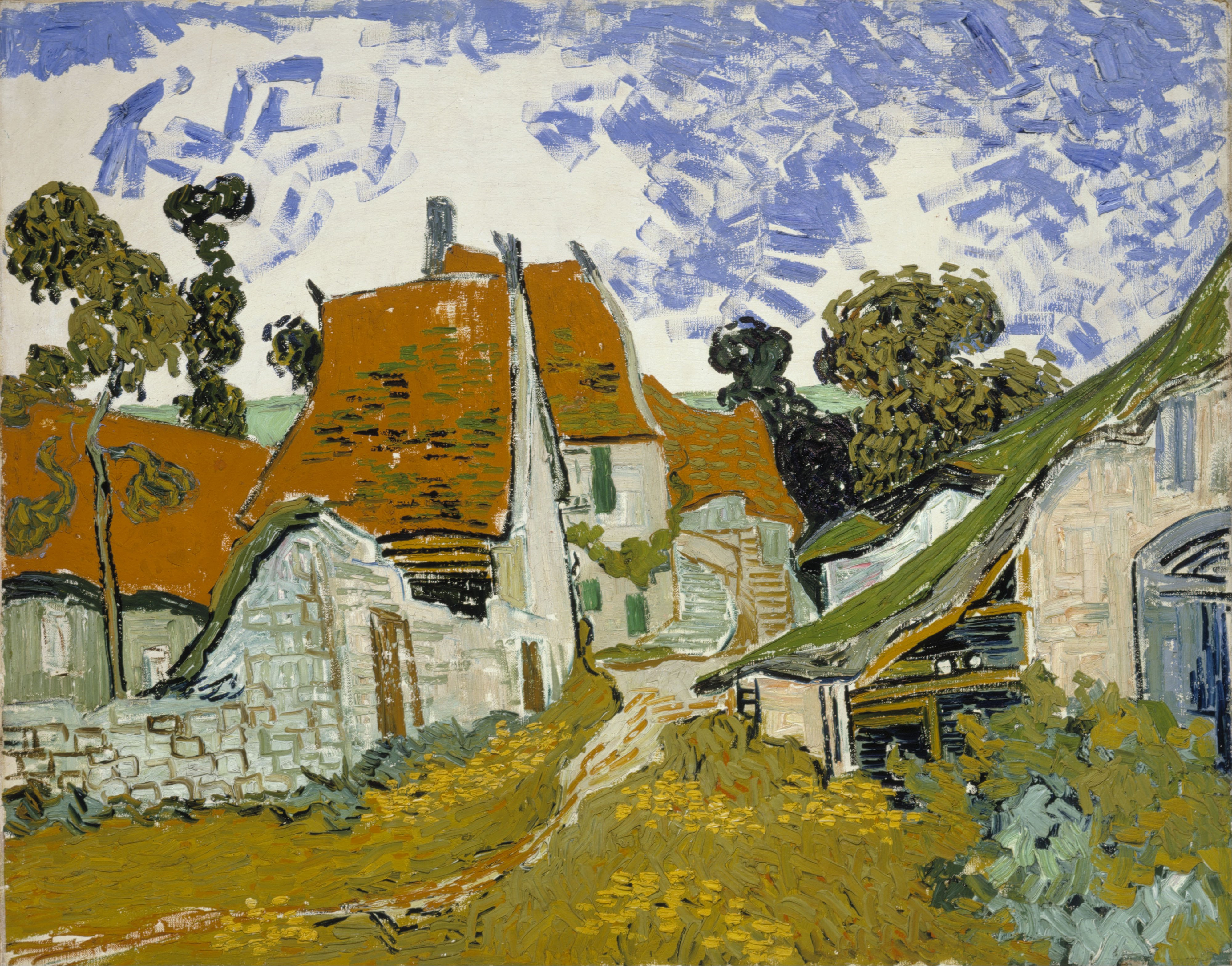
Straße in Auvers, 1890
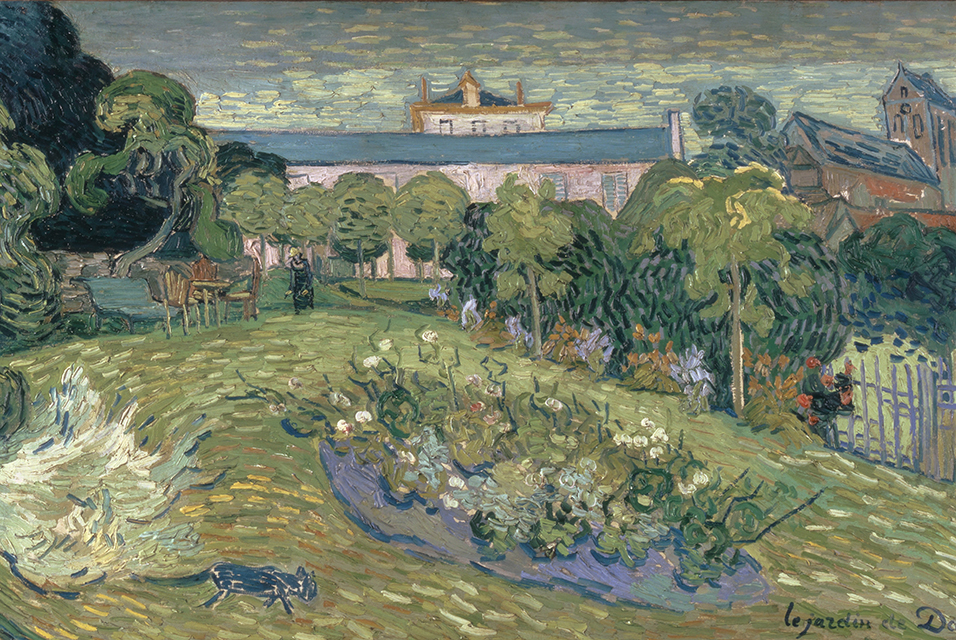
Der Garten von Daubigny, 1890

## Das letzte Sternenbild

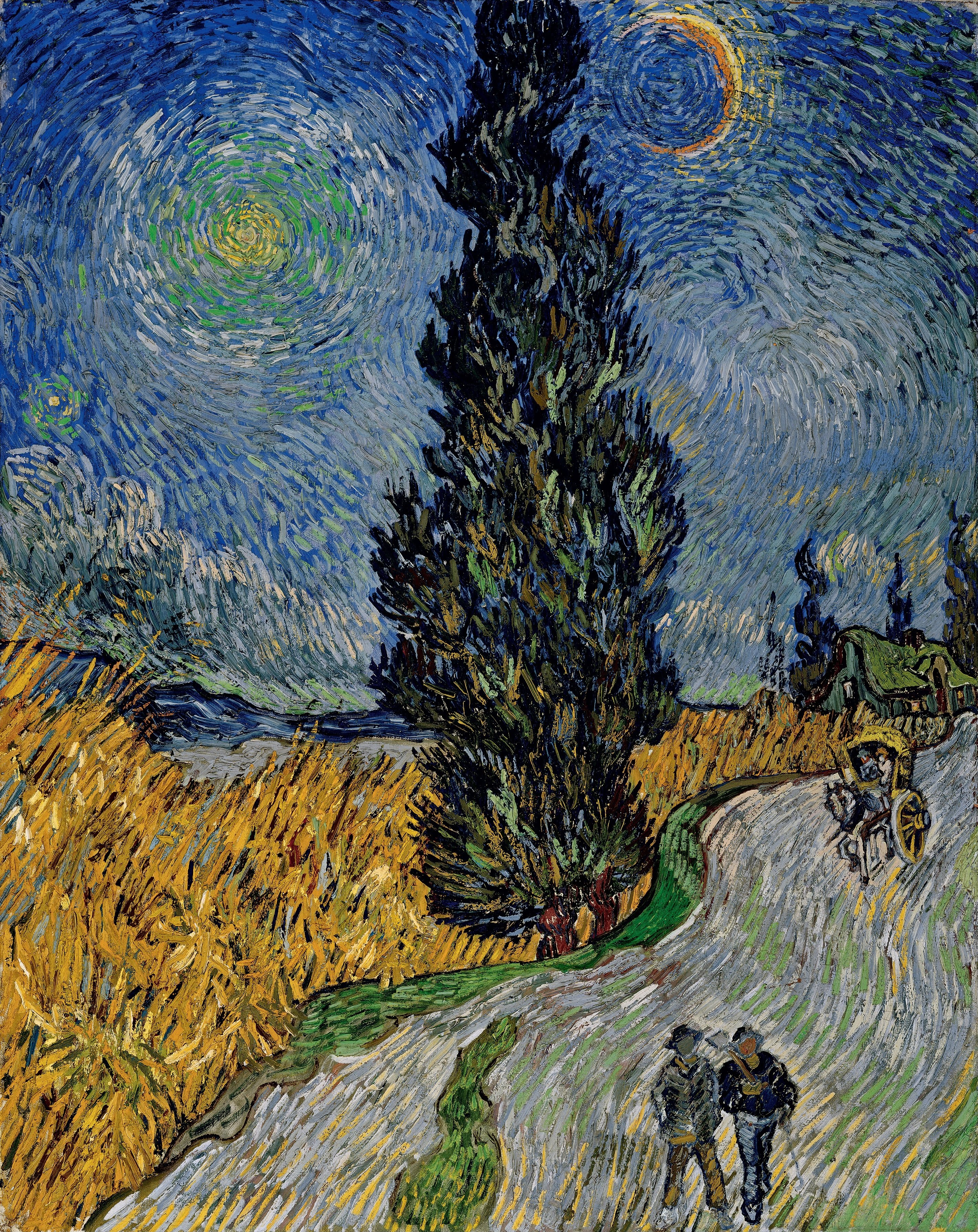
Straße mit Zypresse und Stern, Mai 1890

Van Gogh hat seit 1888 wiederholt Sterne in seinen Bildern gemalt und das 1889 in Saint-Rémy-de-Provence entstandene Gemälde Sternennacht gehört heute zu den bekanntesten Werken des Künstlers. Anregungen hierzu erhielt er möglicherweise durch die Lektüre der Werke von Autoren wie Victor Hugo oder Walt Whitman, die sich in ihren Schriften mehrfach den Sternen widmeten.
Während in der berühmten Sternennacht, die Vincent van Gogh ebenso wie sein Bruder Theo als misslungen betrachtete, der nächtliche Himmel durch kräftige, geschwungene Farbstriche eine lebhafte Note erhält, steht im Gemälde Das weiße Haus bei Nacht der Himmelskörper ruhig am Himmel. Es ist das einzige in Auvers gemalte Bild eines Hauses mit solch einem Himmelskörper und gleichzeitig sein letztes Bild mit einem Sternenmotiv. Einen ähnlichen Himmelskörper zeigte der Maler bereits in dem einen Monat früher in Saint-Rémy entstandenen Gemälde Straße mit Zypresse und Stern (Van Gogh Museum). Beide Bilder gehören für den Autor Kostenewitsch „zu den dramatischsten dieser Zeitspanne“ und der Autor verweist darauf, dass für van Gogh Sterne ein Schicksalszeichen seien, die er „in Augenblicken größter Pein“ malte.
Im Jahr 2001 wiesen mehrere Presseberichte auf eine Untersuchung des Astronomen Donald Olson von der Southwest Texas State University hin, der anhand der Positionierung des Himmelskörpers über dem Haus und der Blickrichtung des Betrachters die genaue Entstehungszeit des Gemäldes auf 19 Uhr (nach anderen Quellen 20 Uhr) am 16. Juni 1890 bezeichnete und den Himmelskörper eindeutig als den Planeten Venus identifizierte. Gegen die exakte Bestimmung der Uhrzeit sprechen jedoch verschiedene Argumente. Zum einen hat van Gogh das Bild über mehrere Stunden oder gar Tage gemalt und es ist nicht klar, ob es vor der Natur oder aus der Erinnerung entstand. In seinem Brief an seinen Bruder berichtet van Gogh zudem von einem erleuchteten Fenster, während im Bild drei Fenster erleuchtet sind. Das spricht dafür, dass van Gogh das Bild anschließend weiterbearbeitet hat. Auch bleibt unschlüssig, warum an einem Tag im Juni bereits um 19 Uhr oder 20 Uhr ein dunkler Nachthimmel zu sehen gewesen sein soll. Darüber hinaus bleibt offen, ob van Gogh tatsächlich den Himmelskörper an dieser Stelle beobachtet hatte oder ihn aus bildkompositorischen Gründen an dieser Stelle platzierte.

## Provenienz
Das Gemälde ging nach dem Tod des Künstlers in den Besitz seines Bruders Theo van Gogh über, der jedoch wenige Monate später verstarb. Seine Witwe, Johanna van Gogh-Bonger, überließ das Bild später Cornelis van Gogh (1824–1908), einem Onkel von Vincent van Gogh. Nächster Besitzer des Gemäldes war der Zürcher Kunstsammler Fritz Meyer-Fierz, der das Bild einige Jahre später an die Amsterdamer Kunsthandlung Frederik Muller & Co. veräußerte. 1926 erwarb es die Berliner Galerie Paul Cassirer. Über die Galerie J.S. Goldschmidt in Berlin gelangte das Gemälde schließlich in die Sammlung des Industriellen Otto Krebs, der seine umfangreiche Kunstsammlung in seinem Landgut in Holzdorf bei Weimar aufbewahrte. Nach dessen Tod 1941 beließen die Erben die Kunstwerke an diesem Standort, von wo sie nach dem Zweiten Weltkrieg von der Roten Armee in die Sowjetunion verbracht wurden und schließlich in die Depots der Eremitage in Leningrad gelangten. Erst 1995 zeigte das Museum die Gemälde der Sammlung Krebs, zusammen mit anderen Werken aus so genannten Beutekunst-Sammlungen, erstmals der Öffentlichkeit. Die Eigentumsverhältnisse am Gemälde Das weiße Haus bei Nacht sind bis heute zwischen deutscher Seite (Erben und Regierung) und russischer Seite umstritten. 1994 bot ein gewisser Gerhard Novak aus Offenbach dem Auktionshaus Christie’s das Gemälde Das weiße Haus bei Nacht zum Verkauf an. Nach der ersten Anfrage, der eine Fotografie des Gemäldes beilag, kam es jedoch zu keinen weiteren Verhandlungen. Es konnte abschließend nicht geklärt werden, ob es sich um das heute in Sankt Petersburg befindliche Original, oder um eine Kopie des Bildes gehandelt hatte.